# Autobianchi Stellina
Autobianchi Stellina (рус. «Аутобьянки Стеллина», уменьшит. от ит. Stella — «звезда») — малосерийный итальянский легковой автомобиль с кузовом «спайдер», выпускавшийся в 1964 и 1965 годах.
Всего было выпущено 502 экземпляра.
Техническая база — Fiat 600, от которого «Стеллина» унаследовала все характерные элементы конструкции, в частности — заднее расположение 767-кубового рядного четырёхцилиндрового двигателя водяного охлаждения в блоке с четырёхступенчатой коробкой передач, независимые подвески всех колёс — переднюю на поперечной рессоре и пружинную заднюю с качающимися полуосями и косыми рычагами.
При этом автомобиль имел приземистый кузов спортивного типа (дизайнер — Луиджи Рапи), представлявший собой выклеенный из стеклопластика обтекатель на металлической пространственной раме.
Автомобиль был представлен на Туринском автосалоне 1963 года. Стоимость составляла около миллиона лир — обычный Fiat 600 стоил тогда 590 тысяч лир.
В 1965 году «Стеллину» сменила модель Fiat 850 Spider, более крупная и мощная, но также с мотором сзади.